# Řád jugoslávské hvězdy
Řád jugoslávské hvězdy (slovinsky Red jugoslovanske zvezde, srbochorvatsky Orden jugoslavenske zvijezde, makedonsky Орден југословенска ѕвезда) byl národní řád za zásluhy udílený v bývalé Jugoslávii a později v Srbsku a Černého Hoře. Založen byl roku 1954. Nejvyšší třída vyznamenání byla většinou udílena zahraničním hlavám států za rozvoj a posilování míru a spolupráce mezi národy.

## Historie
Řád založil prezident Jugoslávie Josip Broz Tito dne 1. února 1954. Původně měl tři třídy. Dne 1. března 1961 byl zákon o vyznamenáních pozměněn. Od té doby měl řád čtyři třídy. Po rozpadu SFR Jugoslávie pokračovala v udílení tohoto vyznamenání i Svazová republika Jugoslávie a zachovalo jej i Srbsko a Černá Hora.

## Třídy
Původně byl řád udílen ve třech třídách. Od roku 1961 byl počet tříd rozšířen na čtyři. I po rozpadu Socialistické federativní republiky Jugoslávie si v nástupnickém státu Svazová republika Jugoslávie a následně v Srbsku a Černé Hoře řád zachoval čtyři třídy, které však byly přejmenovány.

### 1954–1961
- Řád jugoslávské hvězdy, I. třída
- Řád jugoslávské hvězdy, II. třída
- Řád jugoslávské hvězdy, III. třída

### 1961–1992
- jugoslávská velkohvězda – Tato třída byla nejvyšším jugoslávským vyznamenáním v letech 1961 až 1992.
- jugoslávská hvězda se šerpou – Tato třída byla šestým nejvyšším jugoslávským vyznamenáním.
- jugoslávská hvězda se zlatým věncem – Tato třída byla čtrnáctým nejvyšším jugoslávským vyznamenáním.
- jugoslávská hvězda na stuze – Tato třída byla 24. nejvyšším jugoslávským vyznamenáním.

### 1992–2006
- jugoslávská velkohvězda – Tato třída byla druhým nejvyšším vyznamenání v Srbsku a Černého Hoře.
- jugoslávská hvězda, I. třída – Tato třída byla sedmým nejvyšším vyznamenání v Srbsku a Černého Hoře.
- jugoslávská hvězda, II. třída – Tato třída byla dvacátým nejvyšším vyznamenání v Srbsku a Černého Hoře.
- jugoslávská hvězda, III. třída – Tato třída byla 31. nejvyšším vyznamenání v Srbsku a Černého Hoře.

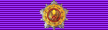
velkohvězda
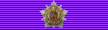
I. třída
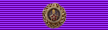
II. třída
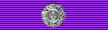
III. třída

## Insignie

### Velkohovězda
Řádový odznak velkohvězdy se skládá z ováleného zlatého medailonu s lemem zdobeným liliemi. Střed medailonu je modře smaltovaný. Středový medailon je kulatý a je zde zobrazen státní znak Socialistické federativní republiky Jugoslávie, na kterém je položena hvězda tvořená rubíny. Velikost odznaku v průměru je 54 mm.
Řádová hvězda má tvar zlaté hvězdy s medailonem řádového odznaku uprostřed. Je zdobena 45 rubíny a 10 diamanty. Velikost hvězdy v průměru je 90 mm.
Stuha z hedvábného moaré fialové barvy je široká 100 mm.

### I. třída
Řádový odznak se podobá odznaku vyšší třídy. Odznak je v tomto případě vyroben ze stříbra. Hvězda ve středovém medailonu je buď z rubínů nebo je červeně smaltovaná. Velikost odznaku v průměru je 60 mm.
Řádová hvězda je vyrobena ze stříbra. Průměr hvězdy je 80 mm. Hvězda ve středovém medailonu je buď z rubínů nebo je červeně smaltovaná.
Stuha z hedvábného moaré fialové barvy je široká 100 mm.

### II. třída
Řádový odznak se podobá odznaku vyšší třídy. Odznak je v tomto případě vyroben ze stříbra. Hvězda ve středovém medailonu je buď z rubínů nebo je červeně smaltovaná. Velikost odznaku je 55 × 60 mm.
Řádová hvězda je vyrobena ze stříbra. Průměr hvězdy je 80 mm. Hvězda ve středovém medailonu je buď z rubínů nebo je červeně smaltovaná.
Stuha z hedvábného moaré fialové barvy je široká 36 mm.

### III. třída
Řádový odznak se podobá odznaku vyšší třídy. Odznak je v tomto případě vyroben ze stříbra. Hvězda ve středovém medailonu je buď z rubínů nebo je červeně smaltovaná. Velikost odznaku je 55 × 58 mm.
Stuha z hedvábného moaré fialové barvy je široká 36 mm.